# Mary Taylor Slow
Mary Taylor Slow   (Sheffield, 15 de juliol de 1898 - Malvern, 26 de maig de 1984) va ser una física britànica que va treballar en la teoria d'ones de la ràdio i l'aplicació d'equacions diferencials a física. Va ser la primera dona que es va dedicar professionalment a l'estudi de les ones de la ràdio.

## Formació
Mary Taylor va néixer en Sheffield (Anglaterra). Els seus pares eren mestres d'escola. Es va educar a l'Escola Elemental de Pomona Street, en Sheffield i continuà en l'institut d'aquesta ciutat, on va guanyar una beca Clothworker per al Girton College, a la Universitat de Cambridge. Va estudiar les Ciències naturals. En 1919 li va ser atorgada l'equivalent d'un titulo de grau i en 1920 es va graduar en Matemàtiques i Ciències Naturals.

## Carrera i recerca
Taylor va continuar estudiant en Girton College amb una sèrie de beques de recerca. De 1922 a 1924 va ser professora ajudant de Matemàtiques en Girton. Durant aquest temps es va interessar en la teoria d'ones de la ràdio i va començar a investigar sota la tutela d'Edward Appleton, que llavors era ajudant de física experimental en els Laboratoris Cavendish de Cambridge.
Quan Appleton va deixar Cambridge per passar al King's College de Londres, Taylor va passar de Cambridge a la Universitat de Gotinga a Alemanya. Aquí va obtenir el seu doctorat en 1926, amb una tesi sobre aspectes de les ones electromagnètiques que va escriure en alemany.
A Taylor li va ser atorgada una beca de recerca  Yarrow que li permetia quedar-se en Gotinga i continuar el seu treball sobre ones electromagnètiques amb el professor Richard Courant.
En 1929 Taylor va tornar al Regne Unit i va treballar com a Oficial Científic en l'Estació de Recerca sobre la Ràdio de Slough (Berkshire), que llavors formava part del Departament de Recerca Científica i Industrial del Regne Unit i del Laboratori Nacional de Física, el qual seria posteriorment el Laboratori Físic Nacional. Allí va continuar investigant sobre  la teoria d'ones electromagnètiques, especialitzant-se en la teoria magneto-iònica de propagació de les ones radiofònica i en l'aplicació d'equacions diferencials a la física i la ràdio. Durant aquest període va publicar dos treballs en els Proceedings of the Physical Society, tots dos referits a aspectes de l'Equació de Appleton-Hartree. Taylor va ser membre de la Societat Matemàtica de Londres i de la Societat Filosòfica de Cambridge.

## Vida personal
En 1934 Taylor es va casar amb Ernest Clive Slow, per la qual cosa a causa de les normes aleshores vigents va haver d'abandonar el seu lloc en l'Estació de Recerca sobre la Ràdio. Van tenir dues filles.
Taylor va treballar per a la publicació Wireless Engineer, traduint i resumint publicacions sobre el tema. Clive Slow va passar a treballar per a l'Establiment de Recerca i Desenvolupament de la Defensa Aèria, per la qual cosa la família es va traslladar a Malvern. Des d'aquest moment, Taylor va ensenyar matemàtiques a les escoles locals, entre elles la  Worcester Grammar School for Girls i la Lawnside School, en Malvern. Va morir en Malvern el 26 de maig de 1984.